# یورگن سیتزکی
یورگن سیتزکی (آلمانی: Jürgen Ciezki; ۲۷ مهٔ ۱۹۵۲ – ۱ سپتامبر ۲۰۲۱) وزنه‌بردار اهل آلمان بود.